# Ravenloft
Ravenloft est un univers de fiction de type dark fantasy servant de décor de campagne pour le jeu de rôle Donjons et Dragons. Créé en 1983 avec le module (scénario) Ravenloft (en) avant de devenir un monde à part entière en 1990, l'univers de Ravenloft a été ensuite adapté au système de jeu D20 system en 2002.

## Historique de la publication
La boîte de base datée de 1990, nommée Ravenloft: Realm of Terror (traduit par « Ravenloft : Royaume d'Épouvante » en France en 1994) utilise les règles d’Advanced Donjons & Dragons 2e édition.
Elle est suivie de deux autres boîtes : Ravenloft Campaign Setting en 1994 et Domains of Dread en 1997. La version de ce monde fictif parue en 2002 utilise quant à elle les règles de la troisième édition (3.0) de Donjons et Dragons, avec adaptation à la 3.5 en 2003 sous la forme de deux manuels (Ravenloft Players Handbook et Ravenloft Dungeon Master Guide). Dans cette dernière édition, la licence est gérée par Sword and Sorcery Studios (en) (filiale de White Wolf) ; elle est récupérée en 2005 par son propriétaire, Wizards of the Coast.
Plusieurs romans se passent également dans le monde de Ravenloft, ainsi que des jeux vidéo.

## Présentation
Le monde de Ravenloft met en scène le « demi-plan de l'Effroi », naviguant dans le Plan Éthéré, l'un des éléments de la cosmologie de Donjons et Dragons. À ce titre, la campagne qu'il propose est nettement orientée horreur (tout particulièrement horreur gothique) et épouvante. Bien que l'aspect fantasy soit encore très présent, Ravenloft est un décor de jeu comportant des éléments technologiques inspirés de l'époque moderne, que l'on ne retrouve habituellement pas dans ce type de monde.
Du point de vue géographique, le monde de Ravenloft est composé de plusieurs pays (« domaines ») de cultures différentes, pouvant aller de l'âge de pierre jusqu'à la Renaissance (telles que celles sont dans notre monde). La plupart des domaines sont originaires d'autres mondes pouvant figurer dans des publications Donjons et Dragons, notamment pour quelques-uns d'entre eux Greyhawk et les Royaumes oubliés.
En effet, si Ravenloft constituait au début un univers relativement autonome, TSR l'a au fil du temps lié de plus en plus à ses autres productions. Tout ceci se concrétise en particulier avec la troisième version du cadre de campagne, Domains of Dread (1997). Ce dernier ouvrage prend en compte les éléments de contexte apportés par six ans de modules et de romans. S'y retrouve notamment la présence dans Ravenloft, à partir des scénarios parus dans ces modules, de personnages issus des autres mondes de campagne, tels que Lord Soth (en), issu de Dragonlance.
Ces éléments ont posé problème lors de la publication de la version de White Wolf pour la troisième édition de Donjons et Dragons. Des conflits eurent lieu à propos de la propriété intellectuelle de certains de ces personnages, liés à Wizards of the Coast. Ainsi, Lord Soth a été supprimé dans cette version, tout comme l'île où se trouvaient le demi-dieu Vecna (originaire de Greyhawk) et son rival Kas. Les références au panthéon d'autres univers furent renommées (par exemple, Baine, dieu des Royaumes oubliés, vit son nom changé en « le Justicier »).

## Liste des domaines
Les différents domaines de Ravenloft sont ici présentés par ordre d'entrée ou d'apparition dans Ravenloft, avec en guise de référence, le calendrier barovien. Pour plus d'informations sur un domaine particulier, se référer à l'article dédié. À noter que la chronologie s'arrête en 755 dans la 3e édition.
Les domaines sont séparés en deux catégories : les Terres du Cœur et les Îles de la Terreur. S'y ajoute le Carnaval.

### Les Terres du Cœur
Comme son nom l'indique, le Cœur constitue la masse de terres principale de Ravenloft, et la plus ancienne. Il est composé de nombreux domaines agrégés les uns aux autres. Le nombre et l'emplacement géographique des domaines ont varié au fil du temps, notamment lors d'événements comme la Grande Conjonction (740), qui changèrent considérablement la géographie des Terres du Cœur.
- Barovie (351)
- Forlorn (547)
- Arak (575-588)
- Mordent (579)
- Darkon (579)
- Élégie (588)
- Vechor (600)
- Invidie (603)
- Manoir Ombrenée (611)
- Kartakass (613)
- Valachan (625)
- Mer des Douleurs (630)
- Nouvelle Vaasie (682)
- Lamordie (683)
- Borca (684)
- Falkovnie (690)
- Tepest (691)
- Richemulot (694)
- Markovie (698)
- Démentlieu (707)
- Hazlan (714)
- Sithicus (720)
- Verbrek (730)

### Les Îles de la Terreur
Les Îles de la Terreur sont des terres isolées au milieu des Brumes de Ravenloft, parfois agrégées en grappes de plusieurs domaines. Il est possible de les relier entre elles et entre le Cœur à l'aide de pistes traversant les Brumes. Les Îles de la Terreur disposent de niveaux culturels et technologiques extrêmement variés.
- Har'Akir (551)
- Paridon (551)
- Sébua (564)
- Indulines (581)
- Pharazie (590)
- Gundarak (593)
- Sanguinie (607)
- Nidala (615)
- Timor (620)
- Souragne (635)
- Graben (635)
- Avonleigh (646)
- Terres Perdues (658)
- Sri Raji (670)
- G'Henna (702)
- Arkandale (708)
- Dorvinia (715)
- Saragosse (728)
- Vorostokov (731)
- Odiare (738)
- Rokushima Táíyoo (740)

### Le Carnaval
Le Carnaval, troupe de cirque errant dans les différentes terres de Ravenloft, peut être considéré comme un domaine à part entière. En effet, ce dernier dispose d'un sombre seigneur qui ne peut le quitter, mais disposant de pouvoirs importants à l'intérieur de ses limites (qui se déplacent avec la troupe). Ce domaine se superpose sur le territoire de ses semblables.

## Particularités de Ravenloft

### Les Brumes
La totalité des terres du monde de Ravenloft est plus ou moins baignée par des nappes de brouillard, qui constituent parfois de véritables murs, comme autour du Cœur et des Îles de Terreur. Il s'agit des Brumes. Celles-ci peuvent apparaître à n'importe-quel endroit et à n'importe-quel moment, et emmener tout voyageur y pénétrant où bon leur semble dans le temps ou dans l'espace.
Il existe toutefois des moyens de s'y déplacer : les Vistani, nomades du Royaume de l'Épouvante, savent se repérer naturellement dans les Brumes, et il existe des pistes plus ou moins fiables menant d'un domaine à un autre à travers le brouillard.
Outil des Sombres Puissances, ce sont les Brumes qui entourent les personnes ou territoires destinés à être emporté à Ravenloft, venant les chercher dans leur monde d'origine

### Les Sombres Seigneurs
Les Sombres Seigneurs sont liés aux domaines, qu'ils contrôlent. À de rares exceptions près, chaque domaine n'en comporte qu'un seul, arrivé à cet état par la faute de ses actes horribles, repéré par les Sombres Puissances. Un Sombre Seigneur apparaît à la fois comme le gardien et le seul prisonnier de son domaine. Il ne peut en sortir, mais peut également y capturer d'autres créatures en en fermant les frontières. Au sein de leurs domaines, les seigneurs sont tourmentés par l'objet de leurs désir, celui pour lequel ils ont agi de manière maléfique. Ce dernier leur est inaccessible, selon le principe du supplice de Tantale. La mort d'un Sombre Seigneur, s'il n'est pas remplacé, provoque l'absorption du domaine par ses voisins ou sa disparition dans les brumes, avec sa population.

### Les Sombres Puissances
Maîtres anonymes du Royaume de l'Épouvante, les Sombres Puissances sont présentes partout en Ravenloft, déformant la réalité à leur goût et la créant à leur image. Peu d'habitants de Ravenloft sont conscients de l'existence de celles-ci, imputant ce dont elles sont responsables aux brumes ou aux divinités. L'on ne sait s'il s'agit d'entités multiples (dieux bannis ? adversaires des dieux ?) ou d'une seule et même force. La visée bonne ou mauvaise de leurs agissements est également sujette à caution, les Sombres Puissance régnant sur un monde de terreur, mais n'y attirant jamais leurs victimes par la tromperie. En effet, elles n'agissent que sur les âmes ayant déjà succombé à leurs démons intérieurs. Les Sombres Puissances apparaissent ainsi comme l'illustration d'une justice froide et austère.

## Produits officiels
(février 2024).

### TSR
| Code/Description | Product Number | Title                                                                | Player Levels            | Author(s)                                                                      | Published                                                             | Company                        | Notes |
| --- | -------------- | -------------------------------------------------------------------- | ------------------------ | ------------------------------------------------------------------------------ | --------------------------------------------------------------------- | ------------------------------ | --- |
| I6 | TSR 9075       | Ravenloft                                                            | levels 5-7               | Tracy & Laura Hickman                                                          | 1983                                                                  | TSR, Inc.                      | AD&D 1st ed. adventure module (ISBN 0-88038042-X) |
| I10 | TSR 9181       | Ravenloft II: The House on Gryphon Hill                              | levels 8-10              | Tracy Hickman & Laura Hickman                                                  | 1986                                                                  | TSR, Inc.                      | AD&D 1st ed. adventure module (ISBN 9780880383226) |
| #6 Advanced Dungeons & Dragons Adventure Gamebooks | TSR 8956       | Master of Ravenloft                                                  | solo reader              | Jean Blashfield                                                                | Jan. 1986                                                             | TSR, Inc.                      | Advanced Dungeons & Dragons Adventure Gamebooks (ISBN 0-88038-261-9) |
| "Black Box" Ravenloft Campaign Setting | TSR 1050       | Ravenloft: Realm of Terror                                           | all levels               | Bruce Nesmith and Andria Hayday                                                | 1990                                                                  | TSR, Inc.                      | AD&D 2nd ed.Campaign Setting boxed set. Contains: Realm of Terror 144p. book, 24 Cardstock accessory sheets, 4 Fold-out maps, 1 hex grid transparent map overlay (ISBN 0-88038-853-6) |
| RA1 | TSR 9298       | Feast of Goblyns                                                     | levels 4-7               | Blake Mobley                                                                   | 1990                                                                  | TSR, Inc.                      | AD&D 2nd ed. adventure module (ISBN 0-88038-877-3) |
| WGA4 | TSR 9309       | Vecna Lives!                                                         | levels 12-15             | David Cook (game designer)                                                     | 1990                                                                  | TSR, Inc.                      | AD&D 2nd ed. adventure module. Although set in the World of Greyhawk Campaign Setting, there is considerable crossover material used later in the Ravenloft setting, acting as an in-game story means of trapping Vecna inside the Demi-plane of Ravenloft as a Darklord. (ISBN 0-88038-897-8) |
| RA2 | TSR 9321       | Ship of Horror                                                       | levels 8-10              | Anne Brown                                                                     | 1991                                                                  | TSR, Inc.                      | AD&D 2nd ed. adventure module (ISBN 1-56076-127-X) |
| RA3 | TSR 9338       | Touch of Death                                                       | levels 3-5               | Bruce Nesmith                                                                  | 1991                                                                  | TSR, Inc.                      | AD&D 2nd ed. adventure module (ISBN 1-56076-144-X) |
| MC10 | TSR 2122       | Monstrous Compendium Ravenloft Appendix                              | all levels               | various                                                                        | 1991                                                                  | TSR, Inc.                      | AD&D 2nd ed. accessory loose leaf —64 pages, 4 dividers, folder (ISBN 1-56076-108-3) |
| 1 first in Ravenloft novel series | TSR 8056       | Vampire of the Mists                                                 | novel                    | Christie Golden                                                                | Sept. 1991                                                            | TSR, Inc.                      | Ravenloft series AD&D 2nd ed. novel (ISBN 1-56076-155-5) |
| 2 second in Ravenloft novel series | TSR 8057       | Knight of the Black Rose                                             | novel                    | James Lowder                                                                   | Dec. 1991                                                             | TSR, Inc.                      | Ravenloft series AD&D 2nd ed. novel (ISBN 1560761563) |
| RR1 | 9331           | Darklords                                                            | levels 5 and up          | various                                                                        | 1991                                                                  | TSR, Inc.                      | AD&D 2nd ed. accessory (NPC villains) (ISBN 1-56076-137-7) |
| RR2 | TSR 9336       | Book of Crypts                                                       | levels 3 and up          | Dale "Slade" Henson with J. Robert King                                        | 1991                                                                  | TSR, Inc.                      | AD&D 2nd ed. accessory (mini adventures) (ISBN 1-56076-142-3) |
| RR3 | TSR 9345       | Van Richten's Guide to Vampires                                      | all levels               | Nigel D. Findley                                                               | 1991                                                                  | TSR, Inc.                      | AD&D 2nd ed. accessory (ISBN 1-56076-151-2) |
| RR4 | TSR 9348       | Islands of Terror                                                    | all levels               | Collin McComb & Scott Bennie                                                   | 1992                                                                  | TSR, Inc.                      | AD&D 2nd ed. accessory (ISBN 1-56076-349-3) |
| RR5 | TSR 9355       | Van Richten's Guide to Ghosts                                        | all levels               | William W. Connors                                                             | 1992                                                                  | TSR, Inc.                      | AD&D 2nd ed. accessory (ISBN 1-56076-351-5) |
| "Major rules expansion" boxed set | TSR 1079       | Forbidden Lore boxed set                                             | all levels               | William W. Connors & Bruce Nesmith                                             | 1992                                                                  | TSR, Inc.                      | AD&D 2nd ed. accessory/campaign expansion boxed set. Contains: Oaths of Evil 32p. book, Dark Recesses 32p. book, Nova Arcanum 32p. book, Cryptic Allegiances 32p. book, The Waking Dream 32p. book, Fold-out map, Tarokka deck of 54 cards, Dikesha set of 5 dice. (ISBN 1-56076-354-X)        |
| RQ1 | TSR 9352       | Night of the Walking Dead                                            | levels 1-3               | Bill Slavicsek                                                                 | 1992                                                                  | TSR, Inc.                      | AD&D 2nd ed. adventure module (ISBN 1-56076-350-7) |
| RQ2 | TSR 9364       | Thoughts of Darkness                                                 | Levels 12-15             | David Wise                                                                     | 1992                                                                  | TSR, Inc.                      | AD&D 2nd ed. adventure module (ISBN 1-56076-353-1) |
| RQ3 | TSR 9375       | From the Shadows                                                     | Levels 9-12              | Bruce Nesmith                                                                  | 1992                                                                  | TSR, Inc.                      | AD&D 2nd ed. adventure module (ISBN 1-56076-356-6) |
| 3 third in Ravenloft novel series | TSR 8058       | Dance of the Dead (novel)                                            | novel                    | Christie Golden                                                                | jun. 1992                                                             | TSR, Inc.                      | Ravenloft series AD&D 2nd ed. novel (ISBN 1-56076-352-3) |
| 4 fourth in Ravenloft novel series | TSR 8059       | Heart of Midnight                                                    | novel                    | J. Robert King                                                                 | Dec. 1992                                                             | TSR, Inc.                      | Ravenloft series AD&D 2nd ed. novel (ISBN 1-56076-355-8) |
| Deluxe adventure set | TSR 1088       | Castles Forlorn boxed adventure set                                  | levels 4-6               | Lisa Smedman                                                                   | 1993                                                                  | TSR, Inc.                      | AD&D 2nd ed. adventure boxed set. Contains: The Weeping Land 96p. book, Melancholy Meetings 32p. book, Eve of Sorrows 32p. book, two Fold-out maps, Fold-out poster. |
| RS1 (RR6) labelled RS1 incorrectly, that code was previously given to a Red Sonja D&D module | TSR 9412       | Van Richten's Guide to the Lich                                      | All levels               | Eric. W. Haddock                                                               | 1993                                                                  | TSR, Inc.                      | AD&D 2nd ed. accessory (ISBN 1-56076-572-0) |
| RR7 | TSR 9416       | Van Richten's Guide to Werebeasts                                    | All levels               | Nigel Findley                                                                  | 1993                                                                  | TSR, Inc.                      | AD&D 2nd ed. accessory (ISBN 1-56076-633-6) |
| MC15 | TSR 2139       | Monstrous Compendium Ravenloft Appendix II: Creatures of the Night   | All levels               | various                                                                        | 1993                                                                  | TSR, Inc.                      | AD&D 2nd ed. accessory loose leaf —32 pages, 4 dividers, folder (ISBN 1-56076-586-0) |
| RM1 | TSR 9413       | Roots of Evil                                                        | levels 9-12              | Eric Haddock & David Wise                                                      | 1993                                                                  | TSR, Inc.                      | AD&D 2nd ed. adventure module (ISBN 1-56076-597-6) |
| RM2 | TSR 9414       | The Created                                                          | levels 2-4               | Bruce Nesmith                                                                  | 1993                                                                  | TSR, Inc.                      | AD&D 2nd ed. adventure module (ISBN 1-56076-610-7) |
| RM3 | TSR 9415       | Web of Illusion                                                      | levels 7-9               | William W. Connors                                                             | 1993                                                                  | TSR, Inc.                      | AD&D 2nd ed. adventure module (ISBN 1-56076-618-2) |
| RM4 | TSR 9418       | House of Strahd                                                      | levels 6-13              | Tracy & Laura Hickman                                                          | 1993                                                                  | TSR, Inc.                      | AD&D 2nd ed. adventure module (ISBN 1-56076-671-9) |
| (RM5) | TSR 9419       | Dark of the Moon                                                     | levels 5-9               | L. Richard Baker III                                                           | 1993                                                                  | TSR, Inc.                      | AD&D 2nd ed. adventure module (ISBN 1-56076-688-3) |
| 5 fifth in Ravenloft novel series | TSR 8060       | Tapestry of Dark Souls                                               | novel                    | Elaine Bergstrom                                                               | Mar. 1993                                                             | TSR, Inc.                      | Ravenloft series AD&D 2nd ed. novel (ISBN 1-56076-571-2) |
| 6 sixth in Ravenloft novel series | TSR 8061       | Carnival of Fear                                                     | novel                    | J. Robert King                                                                 | Jul. 1993                                                             | TSR, Inc.                      | Ravenloft series AD&D 2nd ed. novel (ISBN 1-56076-628-X) |
| (7) seventh printed novel in the Ravenloft series, although it was an unnumbered Hardback release, so the following paperback novel series numbers are in error                                                                | TSR 8062       | I, Strahd: The Memoirs of a Vampire                                  | novel                    | P. N. Elrod                                                                    | Oct. 1993                                                             | TSR, Inc.                      | Ravenloft series AD&D 2nd ed. novel Hardback (ISBN 0-7869-0175-6) |
| Random House Audiobooks (2 cassettes) | RH 310         | I, Strahd: The Memoirs of a Vampire(abridged)                        | audio book on tape       | P. N. Elrod, narrated by Roddy McDowall                                        | 1993                                                                  | TSR, Inc. & Random House, Inc. | Ravenloft series AD&D 2nd ed. novel book-on-tape (ISBN 0-679-42969-7) |
| Terror in the 1890's (Gothic Earth) | TSR 1103       | Masque of the Red Death and Other Tales campaign expansion boxed set | all levels               | William W. Connors, D.J. Heinrich, Shane Hensley & Colin McComb                | 1994                                                                  | TSR, Inc.                      | AD&D 2nd ed. campaign expansion boxed set. Contains: A Guide to Gothic Earth 128p. book, Red Tide 32p. book, Red Jack 32p. book, Red Death 32p. book, Three-panel DM screen, Fold-out map, Fold-out poster. (ISBN 1-56076-877-0)                                                               |
| "red Box" updated/revised campaign setting | TSR 1108       | Ravenloft Campaign Setting boxed set                                 | all levels               | Bruce Nesmith, Andria Hayday & William W. Connors                              | 1994                                                                  | TSR, Inc.                      | AD&D 2nd ed. campaign setting boxed set. Contains: Realm of Terror 160p. book, Domains and Denizens 128p. book, Four-panel DM screen, two Fold-out maps, Fold-out poster, Tarokka 54 card deck. (ISBN 1-56076-942-4)                                                                           |
| (RR8) | TSR 9417       | Van Richten's Guide to the Created                                   | all levels               | Teeuwynn Woodruff                                                              | 1994                                                                  | TSR, Inc.                      | AD&D 2nd ed. accessory (ISBN 1-56076-819-3) |
| (RR9) | TSR 9451       | Van Richten's Guide to the Ancient Dead                              | all levels               | Skip Williams                                                                  | 1994                                                                  | TSR, Inc.                      | AD&D 2nd ed. accessory (ISBN 1-56076-873-8) |
| (MCRavenloftIII) | TSR 2153       | Ravenloft Monsterous Compendium Appendix III: Creatures of Darkness  | all levels               | Kirk Botulla, Shane Hensley, Nicky Rea & Teeuwynn Woodruff                     | 1994                                                                  | TSR, Inc.                      | AD&D 2nd ed. accessory (ISBN 1-56076-914-9) |
| (RM6) | TSR 9439       | Adam's Wrath                                                         | levels 5-7               | Lisa Smedman                                                                   | 1994                                                                  | TSR, Inc.                      | AD&D 2nd ed. adventure module (ISBN 1-56076-833-9) |
| (RM7) | TSR 9452       | The Awakening                                                        | levels 4-6               | Lisa Smedman                                                                   | 1994                                                                  | TSR, Inc.                      | AD&D 2nd ed. adventure module (ISBN 1-56076-883-5) |
| (RM8) | TSR 9456       | Hour of the Knife                                                    | levels 4-6               | Bruce Nesmith & Lisa Smedman                                                   | 1994                                                                  | TSR, Inc.                      | AD&D 2nd ed. adventure module (ISBN 1-56076-892-4) |
| (RM9) | TSR 9466       | Howls in the Night                                                   | levels 3-5               | Colin McComb                                                                   | 1994                                                                  | TSR, Inc.                      | AD&D 2nd ed. adventure module (ISBN 1-56076-927-0) |
| 38 Endless Quest (series 2) | TSR 8089       | Castle of the Undead                                                 | solo reader              | Nick Baron                                                                     | 1994                                                                  | TSR, Inc.                      | AD&D 2nd ed. Ravenloft Endless Quest Books series (ISBN 1-56076-836-3) |
| 7 (8) listed as "seventh in an open-ended series of Gothic horror tales dealing with the masters and monsters of the Ravenloft dark fantasy setting" but is actually the eighth published                                      | TSR 8063       | The Enemy Within (novel)                                             | novel                    | Christie Golden                                                                | Feb. 1994                                                             | TSR, Inc.                      | Ravenloft series AD&D 2nd ed. novel (ISBN 1-56076-887-8) |
| 8 (9) listed as "eighth in an open-ended series of Gothic horror tales dealing with the masters and monsters of the Ravenloft dark fantasy setting" but is actually the ninth published                                        | TSR 8064       | Mordenheim                                                           | novel                    | Chet Williamson                                                                | May 1994                                                              | TSR, Inc.                      | Ravenloft series AD&D 2nd ed. novel (ISBN 1-56076-852-5) |
| (10) tenth published in the Ravenloft books series although unnumbered on the cover | TSR 8065       | Tales of Ravenloft                                                   | short story anthology    | various authors, Edited by Brian Thomsen                                       | Sep. 1994                                                             | TSR, Inc.                      | Ravenloft series AD&D 2nd ed. novel (ISBN 1-56076-931-9) |
| 9 (11) listed as "ninth in an open-ended series of Gothic horror tales dealing with the masters and monsters of the Ravenloft dark fantasy setting" but is actually the eleventh published                                     | TSR 8067       | Tower of Doom                                                        | novel                    | Mark Anthony                                                                   | Nov. 1994                                                             | TSR, Inc.                      | Ravenloft series AD&D 2nd ed. novel (ISBN 0-7869-0062-8) |
| SSI Strategic Simulations, Inc. | EA 9048        | Ravenloft: Strahd's Possession                                       | computer game (DOS)      | Dreamforge Event Horizon Software, Inc.                                        | 1994                                                                  | TSR, Inc.                      | AD&D 2nd ed. computer game IBM PC product |
| campaign expansion boxed set | TSR 1124       | The Nightmare Lands campaign expansion boxed set                     | all levels               | Shane Lacy Hensley & Bill Slavicsek                                            | 1995                                                                  | TSR, Inc.                      | AD&D 2nd ed. campaign expansion boxed set. Contains: The Journal of Dr. Illhousen 32p. book, The Rules of Dreams and Nightmares 64p. book, Book of Nightmares 64p. book, The Nightmare Lands Monstrous Supplement 16p. book, 2 Fold-out maps. (ISBN 0-7869-0174-8)                             |
| (RR10) | TSR 9477       | Van Richten's Guide to Fiends                                        | all levels               | Teeuwyn Woodruff                                                               | 1995                                                                  | TSR, Inc.                      | AD&D 2nd ed. accessory (ISBN 0-7869-0122-5) |
| (RR11) | TSR 9495       | Chilling Tales                                                       | levels 3-9               | Lisa Smedman                                                                   | 1995                                                                  | TSR, Inc.                      | AD&D 2nd ed. accessory (mini adventures) (ISBN 0-7869-0142-X) |
| (RR12) | TSR 9496       | Van Richten's Guide to the Vistani                                   | all levels               | David Wise                                                                     | 1995                                                                  | TSR, Inc.                      | AD&D 2nd ed. accessory (ISBN 0-7869-0122-5) |
| Masque of the Red Death (Gothic Earth campaign) expansion accessory | TSR 9498       | Gothic Earth Gazetteer                                               | all levels               | William W. Connors                                                             | 1995                                                                  | TSR, Inc.                      | AD&D 2nd ed. accessory (ISBN 0-7869-0193-4) |
| (RM10) | TSR 9476       | When Black Roses Bloom                                               | level 4-6                | Lisa Smedman                                                                   | 1995                                                                  | TSR, Inc.                      | AD&D 2nd ed. adventure module (ISBN 0-7869-0101-2) |
| (RM11) | TSR 9493       | Circle of Darkness                                                   | levels 5-7               | Drew Bittner                                                                   | 1995                                                                  | TSR, Inc.                      | AD&D 2nd ed. adventure module (ISBN 0-7869-0128-4) |
| (RM12) | TSR 9497       | The Evil Eye (Ravenloft)                                             | no levels specified      | Steve Kurtz                                                                    | 1995                                                                  | TSR, Inc.                      | AD&D 2nd ed. adventure module (ISBN 0-7869-0167-5) |
| (RM13) | TSR 9499       | Neither Man Nor Beast                                                | levels 1-4               | Jeff Grubb                                                                     | 1995                                                                  | TSR, Inc.                      | AD&D 2nd ed. adventure module (ISBN 0-7869-0205-1) |
| SSI Strategic Simulations, Inc. | 062271         | Ravenloft: Stone Prophet                                             | computer game (DOS)      | Dreamforge Event Horizon Software, Inc.                                        | 1995                                                                  | TSR, Inc.                      | AD&D 2nd ed. computer game IBM PC product |
| 44 Endless Quest (series 2) | TSR 8096       | Night of the Tiger                                                   | solo reader              | Jean Rabe                                                                      | 1995                                                                  | TSR, Inc.                      | AD&D 2nd ed. Ravenloft Endless Quest Books series (ISBN 0-7869-0114-4) |
| 10 (12) listed as "Tenth in an open-ended series of Gothic horror tales dealing with the masters and monsters of the Ravenloft dark fantasy setting" but is actually the twelfth published                                     | TSR 8069       | Baroness of Blood                                                    | novel                    | Elaine Bergstrom                                                               | Mar. 1995                                                             | TSR, Inc.                      | Ravenloft series AD&D 2nd ed. novel (ISBN 0-7869-0146-2) |
| 11 (13) listed as "Eleventh in an open-ended series of Gothic horror tales dealing with the masters and monsters of the Ravenloft dark fantasy setting" but is actually the thirteenth published                               | TSR 8068       | Death of a Darklord                                                  | novel                    | Laurell K. Hamilton                                                            | Jun. 1995                                                             | TSR, Inc.                      | Ravenloft series AD&D 2nd ed. novel (ISBN 0-7869-0112-8) |
| 12 (14) listed as "Twelfth in an open-ended series of Gothic horror tales dealing with the masters and monsters of the Ravenloft dark fantasy setting" but is actually the fourteenth published                                | TSR 8070       | Scholar of Decay                                                     | novel                    | Tanya Huff                                                                     | Dec. 1995                                                             | TSR, Inc.                      | Ravenloft series AD&D 2nd ed. novel (ISBN 0-7869-0206-X) |
| (7) I, Strahd paperback release. | TSR 8062       | I, Strahd: The Memoirs of a Vampire                                  | novel                    | P. N. Elrod                                                                    | first hardback printing Oct. 1993, first paperback printing Sep. 1995 | TSR, Inc.                      | Ravenloft series AD&D 2nd ed. novel paperback (ISBN 0-7869-0175-6) |
| Boxed adventure/campaign expansion set | TSR 1141       | Bleak House: The Death of Rudolph van Richten boxed adventure set    | all levels               | William W. Connors & Dave Gross with Steve Miller (game designer)              | 1996                                                                  | TSR, Inc.                      | AD&D 2nd ed. adventure boxed set. Contains: Book One: Sea of Madness 96p. book, Book Two: Homecoming 64p. book, Book Three: Heroes, Monsters, and Settings 32p. book, Fold-out map. (ISBN 0-7869-0386-4)                                                                                       |
| campaign expansion boxed set | TSR 1146       | Requiem: The Grim Harvest boxed campaign expansion set               | levels 6-10              | William W. Connors & Lisa Smedman                                              | 1996                                                                  | TSR, Inc.                      | AD&D 2nd ed. Campaign expansion boxed set. Contains: Requiem 96p. book, Necropolis 32p. book, Death Triumphant 64p. book, Fold-out map. (ISBN 0-7869-0431-3) |
| Audio CD adventure | TSR 9494       | A Light in the Belfry boxed adventure set                            | levels 6-8               | William W. Connors                                                             | 1996                                                                  | TSR, Inc.                      | AD&D 2nd ed. Adventure audio CD boxed set. Contains: A Light in the Belfry 32p. book, Audio CD, Track Index, Fold-out map. (ISBN 0-7869-0133-0) |
| Masque of the Red Death (Gothic Earth campaign) expansion accessory | TSR 9529       | A Guide to Transylvania                                              | all levels               | Nicky Rea                                                                      | 1996                                                                  | TSR, Inc.                      | AD&D 2nd ed. accessory (ISBN 0-7869-0424-0) |
| official campaign accessory | TSR 9510       | Forged in Darkness                                                   | all levels               | William W. Connors                                                             | 1996                                                                  | TSR, Inc.                      | AD&D 2nd ed. accessory (ISBN 0-7869-0369-4) |
| accessory and adventure | TSR 9513       | Children of the Night: Vampires                                      | all levels               | Paul Culotta & Steve Miller with Jonathan Ariadne Caspian and Carol L. Johnson | 1996                                                                  | TSR, Inc.                      | AD&D 2nd ed. accessory and adventure (ISBN 0-7869-0378-3) |
| (MCRavenloftI&II) accessory | TSR 2162       | Ravenloft Monstrous Compendium Appendices I & II                     | all levels               | William W. Connors                                                             | 1996                                                                  | TSR, Inc.                      | AD&D 2nd ed. accessory (Reprints MC10 Ravenloft Appendix (I) and MC15 Ravenloft Appendix II (ISBN 0-7869-0392-9) |
| (RM14) | TSR 9523       | Death Unchained                                                      | levels 1-4               | Lisa Smedman                                                                   | 1996                                                                  | TSR, Inc.                      | AD&D 2nd ed. adventure module (ISBN 0-7869-0408-9) |
| (RM15) | TSR 9526       | Death Ascendant                                                      | levels 6-8               | Lisa Smedman                                                                   | 1996                                                                  | TSR, Inc.                      | AD&D 2nd ed. adventure module (ISBN 0-7869-0414-3) |
| 13 (15) listed as "Thirteenth in an open-ended series of Gothic horror tales dealing with the masters and monsters of the Ravenloft dark fantasy setting" but is actually the fifteenth published                              | TSR 8071       | King of the Dead (novel)                                             | novel                    | Gene De Weese                                                                  | Mar. 1996                                                             | TSR, Inc.                      | Ravenloft series AD&D 2nd ed. novel (ISBN 0-7869-0483-6) |
| 14 (16) listed as "fourteenth in an open-ended series of Gothic horror tales dealing with the masters and monsters of the Ravenloft dark fantasy setting" but is actually the sixteenth published                              | TSR 8072       | To Sleep with Evil                                                   | novel                    | Andrea Cardarelle                                                              | Sep. 1996                                                             | TSR, Inc.                      | Ravenloft series AD&D 2nd ed. novel (ISBN 0-7869-0515-8) |
| Akklaim entertainment, Inc. | SONY           | Iron & Blood: Warriors of Ravenloft                                  | video game PlayStation 1 | Take 2 interactive Software                                                    | 1996                                                                  | TSR, Inc.                      | AD&D 2nd ed. video game Sony PlayStation 1 |
| updated/revised campaign setting hardback | TSR 2174       | Domains of Dread                                                     | all levels               | William W. Connors & Steve Miller                                              | 1997                                                                  | TSR, Inc.                      | AD&D 2nd ed. campaign setting hardcover book. (ISBN 0-7869-0672-3) |
| 15 (17) listed as "Fifteenth in an open-ended series of Gothic horror tales dealing with the masters and monsters of the Ravenloft dark fantasy setting" but is actually the seventeenth published.                            | TSR 8073       | Lord of the Necropolis                                               | novel                    | Gene DeWeese                                                                   | Oct. 1997                                                             | TSR, Inc.                      | Ravenloft series AD&D 2nd ed. novel (ISBN 0-7869-0660-X) |
| mislabeled as an adventure (accessory) Wizards of the Coast, Inc. | TSR 9555       | Children of the Night: Ghosts                                        | all levels               | the Kargat                                                                     | 1997                                                                  | TSR, Inc.                      | AD&D 2nd ed. accessory (ISBN 0-7869-0752-5) |
| Forgotten Realms/Ravenloft crossover official game adventure. Wizards of the Coast, Inc. | TSR 9544       | Castle Spulzeer                                                      | levels 8-12              | Doug Stewart                                                                   | 1997                                                                  | TSR, Inc.                      | AD&D 2nd ed. adventure module (ISBN 0-7869-0669-3) |
| Ravenloft/Forgotten Realms crossover official game adventure. Wizards of the Coast, Inc. | TSR 9537       | The Forgotten Terror                                                 | levels 10-12             | William W. Connors                                                             | 1997                                                                  | TSR, Inc.                      | AD&D 2nd ed. adventure module (ISBN 0-7869-0699-5) |
| accessory. Wizards of the Coast, Inc. | TSR 9559       | Champions of the Mists                                               | all levels               | William W. Connors                                                             | 1998                                                                  | TSR, Inc.                      | AD&D 2nd ed. accessory (ISBN 0-7869-0765-7) |
| accessory. Wizards of the Coast, Inc. | TSR 9583       | Children of the Night: Werebeasts                                    | all levels               | William W. Connors                                                             | 1998                                                                  | TSR, Inc.                      | AD&D 2nd ed. accessory (ISBN 0-7869-1202-2) |
| Free TSR Gold Map accessory. Wizards of the Coast, Inc. | TSR 91271      | Introduction to the Land of the Mists                                | all levels               | William W. Connors                                                             | 1998                                                                  | TSR, Inc.                      | AD&D 2nd ed. accessory Fold-out map |
| (RM16) Wizards of the Coast, Inc. | TSR 9541       | Servants of Darkness                                                 | levels 4-6               | Kevin Melka & Steve Miller                                                     | 1998                                                                  | TSR, Inc.                      | AD&D 2nd ed. adventure module (ISBN 0-7869-0659-6) |
| (RM17) Wizards of the Coast, Inc. | TSR 1163       | The Shadow Rift                                                      | levels 4-6               | William W. Connors, Cindi Rice & John D. Rateliff                              | 1998                                                                  | TSR, Inc.                      | AD&D 2nd ed. adventure module (ISBN 0-7869-0737-1) |
| (RM18) Wizards of the Coast, Inc. | TSR 9582       | Vecna Reborn                                                         | levels 5-7               | Monte Cook                                                                     | 1998                                                                  | TSR, Inc.                      | AD&D 2nd ed. adventure module (ISBN 0-7869-1201-4) |
| 16 (18) listed as "sixteenth in an open-ended series of Gothic horror tales dealing with the masters and monsters of the Ravenloft dark fantasy setting" but is actually the eightteenth published. Wizards of the Coast, Inc. | TSR 8074       | Shadowborn                                                           | novel                    | William W. Connors & Carrie A. Bebris                                          | Mar. 1998                                                             | TSR, Inc.                      | Ravenloft series AD&D 2nd ed. novel (ISBN 0-7869-0766-5) |
| (19) Ravenloft novel series. Wizards of the Coast, Inc. | TSR 8075       | I, Strahd: The War Against Azalin                                    | novel                    | P.N. Elrod                                                                     | Jun. 1998                                                             | TSR, Inc.                      | Ravenloft series AD&D 2nd ed. novel (ISBN 0-7869-0754-1) |
| (20) Ravenloft novel series. Wizards of the Coast, Inc. | TSR 21333      | Spectre of the Black Rose                                            | novel                    | James Lowder & Voronica Whitney-Robinson                                       | Mar. 1999                                                             | TSR, Inc.                      | Ravenloft series AD&D 2nd ed. novel (ISBN 0-7869-1333-9) |
| accessory, Wizards of the Coast, Inc. | TSR 11382      | Carnival                                                             | all levels               | John W. Mangrum & Steve Miller                                                 | 1999                                                                  | TSR, Inc.                      | AD&D 2nd ed. accessory (ISBN 0-7869-1382-7) |
| accessory, Wizards of the Coast, Inc. | TSR 11360      | Children of the Night: The Created                                   | all levels               | The Kargat                                                                     | 1999                                                                  | TSR, Inc.                      | AD&D 2nd ed. accessory (ISBN 0-7869-1360-6) |
| Silver Anniversary Collector's Edition RPGA exclusive adventure module, Wizards of the Coast, Inc. | TSR 11397      | Ravenloft (module)                                                   | levels 5-7               | Tracy & Laura Hickman                                                          | 1999                                                                  | TSR, Inc.                      | AD&D 2nd ed. adventure module (ISBN 0-7869-1201-4) |
| adventure's Guild adventure anthology module, several Dungeons & Dragons campaigns including Ravenloft. Wizards of the Coast, Inc.                                                                                             | TSR 11445      | TSR JAM 1999                                                         | all levels               | various                                                                        | 1999                                                                  | TSR, Inc.                      | AD&D (2nd ed.) RPGA adventure module (ISBN 0-7869-1445-9) |
| Greyhawk/ Ravenloft/ Planescape campaign crossover, Last printed AD&D (2nd ed.) adventure module. Wizards of the Coast, Inc.                                                                                                   | TSR 11662      | Die Vecna Die!                                                       | levels 10-13             | Bruce R. Cordell & Steve Miller                                                | 1999                                                                  | TSR, Inc.                      | AD&D (2nd ed.) RPGA adventure module. In universe story cause of the end of 2nd edition AD&D, Vecna reaches godhood and disrupts the planes of existence. (ISBN 0-7869-1445-9) |
| accessory, Wizards of the Coast, Inc. | TSR 11447      | Van Richten's Monster Hunter's Compendium Volume One                 | all levels               | Nigel D. Findley & Teeuwyn Woodruff                                            | 1999                                                                  | TSR, Inc.                      | AD&D (2nd ed.) accessory reprinting RR3 Van Richten's Guide to Vampires, (RR7) Van Richten's Guide to Werebeasts and (RR8) Van Richten's Guide to the Created. (ISBN 0-7869-1447-5) |
| accessory, Wizards of the Coast, Inc. | TSR 11507      | Van Richten's Monster Hunter's Compendium Volume Two                 | all levels               | William W. Connors, Eric W. Haddock, David Wise, Skip Williams & David Wuf     | 1999                                                                  | TSR, Inc.                      | AD&D (2nd ed.) accessory reprinting RR5 Van Richten's Guide to Ghosts, RS1(RR7) Van Richten's Guide to the Lich and (RR9) Van Richten's Guide to the Ancient Dead. (ISBN 0-7869-1507-2) |
| accessory, last TSR Ravenloft related publication. Wizards of the Coast, Inc. | TSR 11613      | Van Richten's Monster Hunter's Compendium Volume Three               | all levels               | David Wise, Steve Miller & Teeuwyn Woodruff                                    | 2000                                                                  | TSR, Inc.                      | AD&D (2nd ed.) accessory. Van Richten's Guide to Witches & reprinting (RR10) Van Richten's Guide to Fiends, (RR12) Van Richten's Guide to the Vistani. (ISBN 0-7869-1613-3) |

### Wizards of the Coast
| Code/Description                                                                           | Product Number | Title                                           | Player Levels | Author(s) | Published       | Company                    | Notes |
| ------------------------------------------------------------------------------------------ | -------------- | ----------------------------------------------- | ------------- | --- | --------------- | -------------------------- | --- |
| Ravenloft Campaign setting hardback. Sword & Sorcery                                       | WW 15000       | Core Rulebook                                   | all levels    | Andrew Cermak, John W. Mangrum & Andrew Wyatt                                                                                            | 2001            | Wizards of the Coast, Inc. | Dungeons & Dragons 3(rd edition) Core Rulebook Campaign Setting (ISBN 1-58846-075-4)                                                      |
| Ravenloft Campaign setting hardback limited edition. Sword & Sorcery                       | WW 15099       | Core Rulebook                                   | all levels    | Andrew Cermak, John W. Mangrum & Andrew Wyatt                                                                                            | 2001            | Wizards of the Coast, Inc. | Dungeons & Dragons (3rd edition) Core Rulebook Campaign Setting. Limited edition 3,000 issued. (ISBN 1-58846-075-4)                       |
| Ravenloft campaign setting supplement. Sword & Sorcery                                     | WW 15001       | Secrets of the Dread Realms                     | all levels    | Andrew Cermak, John W. Mangrum & Andrew Wyatt                                                                                            | 2001            | Wizards of the Coast, Inc. | Dungeons & Dragons (3rd edition) Campaign Setting Supplement. (ISBN 1-58846-076-2)                                                        |
| Ravenloft campaign setting hardback Core Rulebook. Sword & Sorcery                         | WW 15002       | Denizens of Darkness                            | all levels    | various | 2002            | Wizards of the Coast, Inc. | Dungeons & Dragons (3rd edition) Campaign Setting core rulebook. (ISBN 1-58846-077-0)                                                     |
| Ravenloft campaign setting supplement. Sword & Sorcery                                     | WW 15003       | Champions of Darkness                           | all levels    | Beth Bostic, Carla Hollar & Tadd McDivitt                                                                                                | 2002            | Wizards of the Coast, Inc. | Dungeons & Dragons (3rd edition) Campaign Setting Supplement. (ISBN 1-58846-081-9)                                                        |
| Ravenloft campaign setting supplement. Sword & Sorcery                                     | WW 15010       | Van Richten's Arsenal Volume I                  | all levels    | Andrew Cernak, John W. Mangrum, Ryan Naylor, Chris Nichols & Andrew Wyatt                                                                | 2002            | Wizards of the Coast, Inc. | Dungeons & Dragons (3rd edition) Campaign Setting Supplement. (ISBN 1-58846-079-7)                                                        |
| Ravenloft campaign setting supplement. Sword & Sorcery                                     | WW 15030       | Heroes of Light                                 | all levels    | Brian Campbell, James Lowder & Peter Woodworth                                                                                           | 2002            | Wizards of the Coast, Inc. | Dungeons & Dragons (3rd edition) Campaign Setting Supplement. (ISBN 1-58846-082-7)                                                        |
| Ravenloft campaign setting supplement. Sword & Sorcery                                     | WW 15020       | Gazetteer Volume I                              | all levels    | Andrew Cernak, John W. Mangrum, Chris Nichols & Andrew Wyatt                                                                             | 2002            | Wizards of the Coast, Inc. | Dungeons & Dragons (3rd edition) Campaign Setting Supplement. (ISBN 1-58846-080-0)                                                        |
| Ravenloft campaign setting hardback core rulebook. Sword & Sorcery                         | WW 15004       | Dungeon Master's Guide (Ravenloft)              | all levels    | Brian Campbell, Carla Hollar, Rucht Lilavivat, John W. Mangrum, Anthony Pryor, Peter Woodworth & Andrew Wyatt                            | 2003            | Wizards of the Coast, Inc. | Dungeons & Dragons (3rd edition) Campaign Setting Core rulebook. (ISBN 1-58846-084-3)                                                     |
| Ravenloft campaign setting hardback core rulebook. Sword & Sorcery                         | WW 15005       | Player's Handbook (Ravenloft)                   | all levels    | Jackie Cassada, Andrew Cernak, John W. Mangrum, Nicky Rea & Andrew Wyatt                                                                 | 2003            | Wizards of the Coast, Inc. | Dungeons & Dragons (3rd edition) Campaign Setting Core rulebook. (ISBN 1-58846-091-6)                                                     |
| Ravenloft campaign setting supplement. Sword & Sorcery                                     | WW 15011       | Van Richten's Guide to the Walking Dead         | all levels    | Rucht Lilavivat & Ryan Naylor | 2003            | Wizards of the Coast, Inc. | Dungeons & Dragons (3rd edition) Campaign Setting supplement. (ISBN 1-58846-085-1)                                                        |
| Ravenloft campaign setting accessory. Sword & Sorcery                                      | WW 15049       | Ravenloft Tarokka Deck                          | all levels    | Jackie Cassada & Nicky Rea | 2003            | Wizards of the Coast, Inc. | Dungeons & Dragons (3rd edition) Campaign Setting accessory 66 cards. (ISBN 1-58846-090-8)                                                |
| Ravenloft campaign setting supplement. Sword & Sorcery                                     | WW 15021       | Gazetteer Volume II                             | all levels    | John W. Mangrum, Ryan Naylor, Chris Nichols & Andrew Wyatt                                                                               | 2003            | Wizards of the Coast, Inc. | Dungeons & Dragons (3rd edition) Campaign Setting supplement. (ISBN 1-58846-830-5)                                                        |
| Ravenloft campaign setting supplement. Sword & Sorcery                                     | WW 15022       | Gazetteer Volume III                            | all levels    | John W. Mangrum, Stuart Turner, Peter Woodworth & Andrew Wyatt                                                                           | 2003            | Wizards of the Coast, Inc. | Dungeons & Dragons (3rd edition) Campaign Setting supplement. (ISBN 1-58846-086-X)                                                        |
| Ravenloft campaign setting supplement. Sword & Sorcery                                     | WW 15023       | Gazetteer Volume IV                             | all levels    | James Lowder, John W. Mangrum, Ryan Naylor, Anthony Pyor, Voronica Whitney-Robinson & Andrew Wyatt                                       | 2003            | Wizards of the Coast, Inc. | Dungeons & Dragons (3rd edition) Campaign Setting supplement. (ISBN 1-58846-087-8)                                                        |
| Ravenloft campaign setting hardback core rulebook. Sword & Sorcery                         | WW 15006       | Denizens of Dread                               | all levels    | various | 2004            | Wizards of the Coast, Inc. | Dungeons & Dragons (3.5 edition) Campaign Setting Core rulebook. (ISBN 1-58846-951-4)                                                     |
| Ravenloft campaign setting expansion hardback. Adventures on Gothic Earth. Sword & Sorcery | WW 15007       | Masque of the Red Death                         | all levels    | Jackie Cassada, Claire Hoffman, Carla Hollar, Harold Johnson (game designer), Rucht Lilavivat, Nicky Rea, Andrew Scott & Peter Woodworth | 2004            | Wizards of the Coast, Inc. | Dungeons & Dragons (3.5 edition) Campaign Setting expansion. (ISBN 1-58846-979-4)                                                         |
| Ravenloft campaign setting supplement. Sword & Sorcery                                     | WW 15012       | Van Richten's Guide to the Shadow Fey           | all levels    | Brett King, Rucht Lilavivat, Tadd McDivitt & Penny Williams                                                                              | 2004            | Wizards of the Coast, Inc. | Dungeons & Dragons (3.5 edition) Campaign Setting supplement. (ISBN 1-58846-088-6)                                                        |
| Ravenloft campaign setting supplement. Sword & Sorcery                                     | WW 15031       | Legacy of the Blood: Great Families of the Core | all levels    | Steve Miller, Anthony Pryor, Penny Williams & Skip Williams                                                                              | 2004            | Wizards of the Coast, Inc. | Dungeons & Dragons (3.5 edition) Campaign Setting supplement. (ISBN 1-58846-089-4)                                                        |
| Ravenloft campaign setting supplement. Sword & Sorcery                                     | WW 15024       | Gazetteer Volume V                              | all levels    | Andrew Cernak, John W. Mangrum, Steve Miller, Ryan Naylor & Andrew Wyatt                                                                 | 2004            | Wizards of the Coast, Inc. | Dungeons & Dragons (3.5 edition) Campaign Setting supplement. (ISBN 1-58846-964-6)                                                        |
| Ravenloft campaign setting supplement. Sword & Sorcery                                     | WW 15032       | Dark Tales & Disturbing Legends                 | all levels    | Harold Johnson, Brett King, Ari Marmell, Steve Miller & Ryan Naylor                                                                      | 2005            | Wizards of the Coast, Inc. | Dungeons & Dragons (3.5 edition) Campaign Setting supplement. (ISBN 1-58846-787-2)                                                        |
| Ravenloft campaign setting supplement released as a free PDF. Sword & Sorcery              | WW 15013       | Van Richten's Guide to the Mists                | all levels    | Carla Hollar & Rucht Lilavivat | never published | Wizards of the Coast, Inc. | Dungeons & Dragons (3.5 edition) Campaign Setting supplement due to licensing expiration was never published but released online instead. |
| Ravenloft campaign adventure hardback. WotC, Inc.                                          | WotC 95393     | Expedition to Castle Ravenloft                  | levels 6-10   | Bruce R. Cordell & James Wyatt | 2006            | Wizards of the Coast, Inc. | Dungeons & Dragons (3.5 edition) Campaign adventure. (ISBN 0-7869-3946-X)                                                                 |
| Ravenloft: the Covenant series, Dominion Ravenloft paperback. WotC, Inc.                   | WotC ?         | Heaven's Bones: A Novel of the Mists            | novel         | Samantha Henderson | Sep. 2008       | Wizards of the Coast, Inc. | Dungeons & Dragons (3.5 edition) paperback novel. (ISBN 0-7869-5111-7)                                                                    |
| Ravenloft: the Covenant series, Dominion Ravenloft paperback. WotC, Inc.                   | WotC ?         | Mithras Court: A Novel of the Mists             | novel         | David A. Page | Nov. 2008       | Wizards of the Coast, Inc. | Dungeons & Dragons (3.5 edition) paperback novel. (ISBN 0-7869-5068-4)                                                                    |
| Ravenloft campaign D&D Adventure System Cooperative Games. WotC, LLC.                      | WotC C-1827A   | Castle Ravenloft                                | board game    | Bill Slavicsek, Mike Mearls and Peter Lee                                                                                                | 2010            | Wizards of the Coast, LLC. | Dungeons & Dragons (4th edition) rules set. board game. (ISBN 978-0-7869-5557-2)                                                          |
| Dungeons & Dragons adventure hardback book. WotC, LLC.                                     | B 6517         | Curse of Strahd                                 | levels 1-10   | Bruce R. Cordell & James Wyatt | 2016            | Wizards of the Coast, LLC. | Dungeons & Dragons (5th edition) adventure hardback. (ISBN 978-0-7869-6598-4)                                                             |
| Dungeons & Dragons accessory. Gale Force nine.                                             | GF9 73705      | Dungeon Master's Screen: Curse of Strahd        | all levels    | various | 2016            | Wizards of the Coast, LLC. | Dungeons & Dragons (5th edition) accessory DM's screen.                                                                                   |
| Dungeons & Dragons accessory. Card deck (version 1) Gale Force nine.                       | GF9 73706      | Curse of Strahd: Tarokka Deck                   | all levels    | various | 2016            | Wizards of the Coast, LLC. | Dungeons & Dragons (5th edition) accessory 54 card deck.                                                                                  |
| Dungeons & Dragons accessory. Card deck (version 2) Gale Force nine.                       | C 5690         | Curse of Strahd: Tarokka Deck                   | all levels    | various | 2018            | Wizards of the Coast, LLC. | Dungeons & Dragons (5th edition) accessory 54 card deck Plastic tray larger box. (ISBN 978-0-7869-6658-5)                                 |
| (54) Endless Quest (series 3) Candlewick Entertainment                                     | WotC 0919      | Escape From Castle Ravenloft                    | solo reader   | Matt Forbeck | 2019            | Wizards of the Coast, LLC. | AD&D (5th edition) Ravenloft Endless Quest Books series, available in hardback and paperback. (ISBN 978-1-5362-0923-5)                    |

## Produits dérivés

### Jeux vidéo
- 1994 : Ravenloft: Strahd's Possession
- 1995 : Ravenloft: Stone Prophet
- 1996 : Iron and Blood: Warriors of Ravenloft

### Romans
Publiés par Fleuve noir de 1995 à 1998
- #1 - Le vampire des brumes  (1995), par Christie Golden, Vampire of the Mists  (1991)
- #2 - Le chevalier de la Rose Noire  (1995), par James Lowder, Knight of the Black Rose (1991)
- #3 - Cœur de Minuit  (1995), par John Robert King, Heart of Midnight (1992)
- #4 - Danse avec les morts  (1995), par Christie Golden, Dance of the Dead (1992)
- #5 - Les âmes dans le canevas  (1996), par Elaine Bergstrom, Tapestry of Dark Souls (1992)
- #6 - Le carnaval de la peur  (1996), par John Robert King, Carnival of Fear (1992)
- #7 - L’ennemi intime numéro un  (1996), par Christie Golden, The Enemy Within (1994)
- #8 - Mordenheim  (1996), par Chet Williamson, Mordenheim (1994)
- #9 - La tour de la désolation  (1997), par Mark Anthony, Tower of Doom (1994)
- #10 - La baronne sanglante  (1997), par Elaine Bergstrom, Baroness of Blood (1995)
- #11 - Moi, Strahd : journal d’un vampire  (1997), par P. N. Elrod, I, Strahd: Memoirs of a Vampire (1993)
- #12 - Mort d’un sombre seigneur (1998), par Laurell K. Hamilton, Death of a Darklord (1995)
- #13 - Le maître du déclin  (1998), par Tanya Huff, Scholar of Decay (1995)

Publié par Milady en 2009 (nouvelle traduction)
- #12 - Mort d’un sombre seigneur (2009), par Laurell K. Hamilton, Death of a Darklord (1995)

Romans non traduits
- Tales of Ravenloft (1994), édité par Brian Thomsen
- King of the Dead (1996), par Gene DeWeese
- To Sleep with Evil (1996), par Andria Cardarelle
- Lord of the Necropolis (1997), par Gene DeWeese
- Shadowborn (1998), par Carrie Bebris & William Connors
- I, Strahd: The War Against Azalin (1998), par P. N. Elrod
- Spectre of the Black Rose (1999), par James Lowder
- Black Crusade (due 2008), par Ari Marmell
- The Sleep of Reason (2008), par C.A. Suleiman